# Joachim-Ernest d'Anhalt-Dessau
Joachim-Ernest (II) d'Anhalt-Dessau (né le 28 juillet 1592 à Dessau et mort le 28 mai 1615 à Dessau) est un prince d'Anhalt-Dessau.

## Biographie
Joachim Ernest est le premier fils du prince Jean-Georges Ier d'Anhalt-Dessau de son premier mariage avec Dorothée, fille du comte Jean Albert VI de Mansfeld à Arnstein.
Joachim Ernest est soigneusement éduqué et effectue son service militaire actif, où il participe à la guerre sur le Rhin. Il combat sous le commandement de son oncle Christian Ier d'Anhalt-Bernbourg à la Maaß et lors du siège de Liège. Il est mort à 22 ans de la variole. Joachim Ernst est enterré dans l'église Sainte-Marie à Dessau.